# Qualificazioni alla Coppa COSAFA 1998
Sono elencate di seguito le date e i risultati per le qualificazioni alla Coppa COSAFA 1998.

## Formula
10 membri COSAFA: nessuna squadra è qualificata direttamente alla fase finale. Rimangono 10 squadre per 5 posti disponibili per la fase finale: le qualificazioni si compongono di un turno unico.
- Playoff - 10 squadre, giocano partite di sola andata. Le vincenti si qualificano alla fase finale.

## Playoff
| Arbitro: | Williams |

|  |           |              |
|  | Marcatori | 39’ Malitoli |

Zambia qualificato alla fase finale.
| Arbitro: | Sesikwe |

|  |           |                                   |
|  | Marcatori | 47’ Nkonjera 55’ (aut.) Ntsonyana |

Zimbabwe qualificato alla fase finale.
| Arbitro: | Lillane |

|                                        |           |                       |
| Goagoseb 44’ Tjihero 89’ Auchumeb 100’ | Marcatori | 39’ Mooki 62’ Masinga |

Namibia qualificato alla fase finale.
| Arbitro: | Nkambule |

|               |           |                           |
| Molwantwa 78’ | Marcatori | 82’ Tico-Tico 86’ Avelino |

Mozambico qualificato alla fase finale.
| Arbitro: | Tangawarima |

|  |           |                     |
|  | Marcatori | 100’ (aut.) Gamedze |

Angola qualificato alla fase finale.